# Offerta reale
L'offerta reale è quella situazione giuridica che determina la mora del creditore, consistente nell'offerta effettiva della prestazione da effettuare e/o consegnare al domicilio del creditore.
Nell'ordinamento italiano, l'istituto è disciplinato dall'art. 1209 c.c. che, come per ogni altro tipo di offerta, richiede l'intervento di un pubblico ufficiale (notaio, ufficiale giudiziario) e, in aggiunta alle formalità richieste per le offerte non reali, impone al pubblico ufficiale che la compie di portare con sé il danaro o le altre cose mobili al fine di poter dar luogo all'adempimento immediato dell'obbligazione se il creditore è disposto ad accettare il pagamento e/o la consegna.
| Controllo di autorità | Thesaurus BNCF 63815 |